# Andrej Begala
Andrej Begala (2. února 1921 Ihľany-Slotince – 5. června 1992 Kežmarok) byl důstojník, protifašistický bojovník, účastník SNP.

## Životopis
V letech 1936–1940 studoval na učitelském ústavu v Prešově, poté na poddůstojnické škole ve Spišské Nové Vsi, v letech 1941–1943 na Vojenské akademii v Bratislavě. Od roku 1943 byl důstojníkem slovenské armády, od roku 1945 byl důstojníkem československé armády, roku 1949 byl z armády propuštěn, později pracoval v úřednickém povolání. Účastnil se druhého čs. odboje, v květnu 1944 byl odeslán na východní Slovensko, kde navázal spojení s partyzány, kterým dodával zbraně.
Po vypuknutí SNP v nepřítomnosti velitele praporu převzal velení a odvedl ho k partyzánům. Od 28. srpna 1944 byl příslušníkem 1. čs. armády na Slovensku, po příjezdu do Banské Bystrice byl přidělen k armádnímu telegrafickému praporu. Od 15. října 1944 byl příslušníkem 1. taktické skupiny (Kriváň), po potlačení povstání pokračoval v boji s touto partyzánskou skupinou.
Po roce 1948 byl z politických důvodů propuštěn z armády. V roce 1991 byl rehabilitován v hodnosti podplukovníka.

## Ocenění
- 1945 vyznamenán Čs. válečným křížem 1939 (dvakrát)
- 1946 vyznamenán čs. vojenskou medailí Za chrabrost před nepřítelem